# Catedral de St Albans
La catedral de San Albano es una iglesia de culto anglicano situada en la ciudad de St Albans, Reino Unido. El conjunto fue inicialmente una abadía benedictina dedicada a Albano de Verulamium, por lo que aún hoy es conocida como abadía de St Albans. Alrededor de esta comunidad monacal surgió una población homónima, el actual St Albans, perteneciente al condado de Hertfordshire (Inglaterra); mientras que la diócesis de esta catedral depende de la provincia eclesiástica de Canterbury. En el siglo XVI la abadía fue destruida y solo permaneció la iglesia, que en 1877 después de muchas reparaciones —en la etapa de la restauración victoriana—, recibió el rango de catedral. Es la segunda catedral más grande de Inglaterra.

## Origen

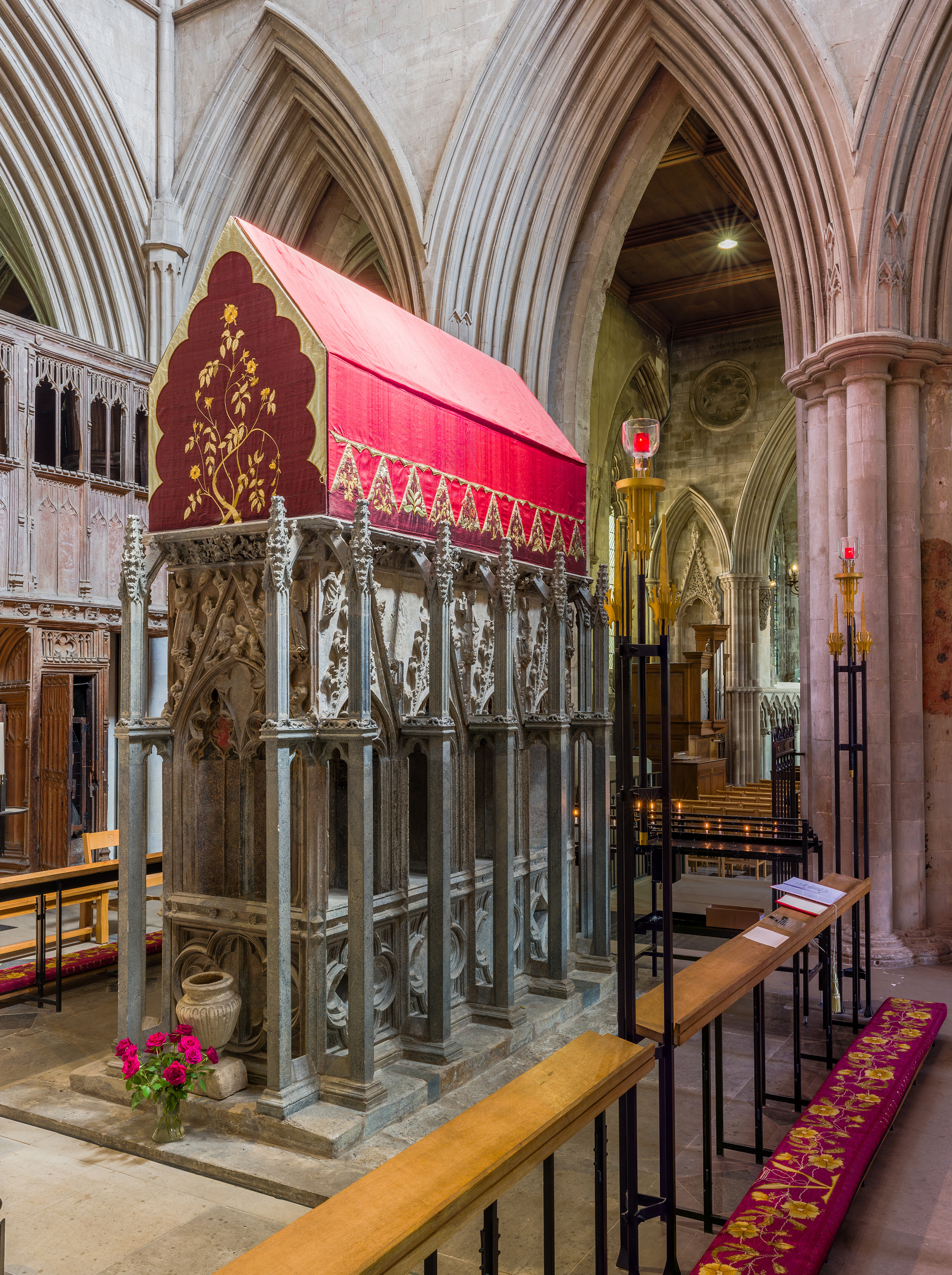
Capilla gótica dedicada a San Albano

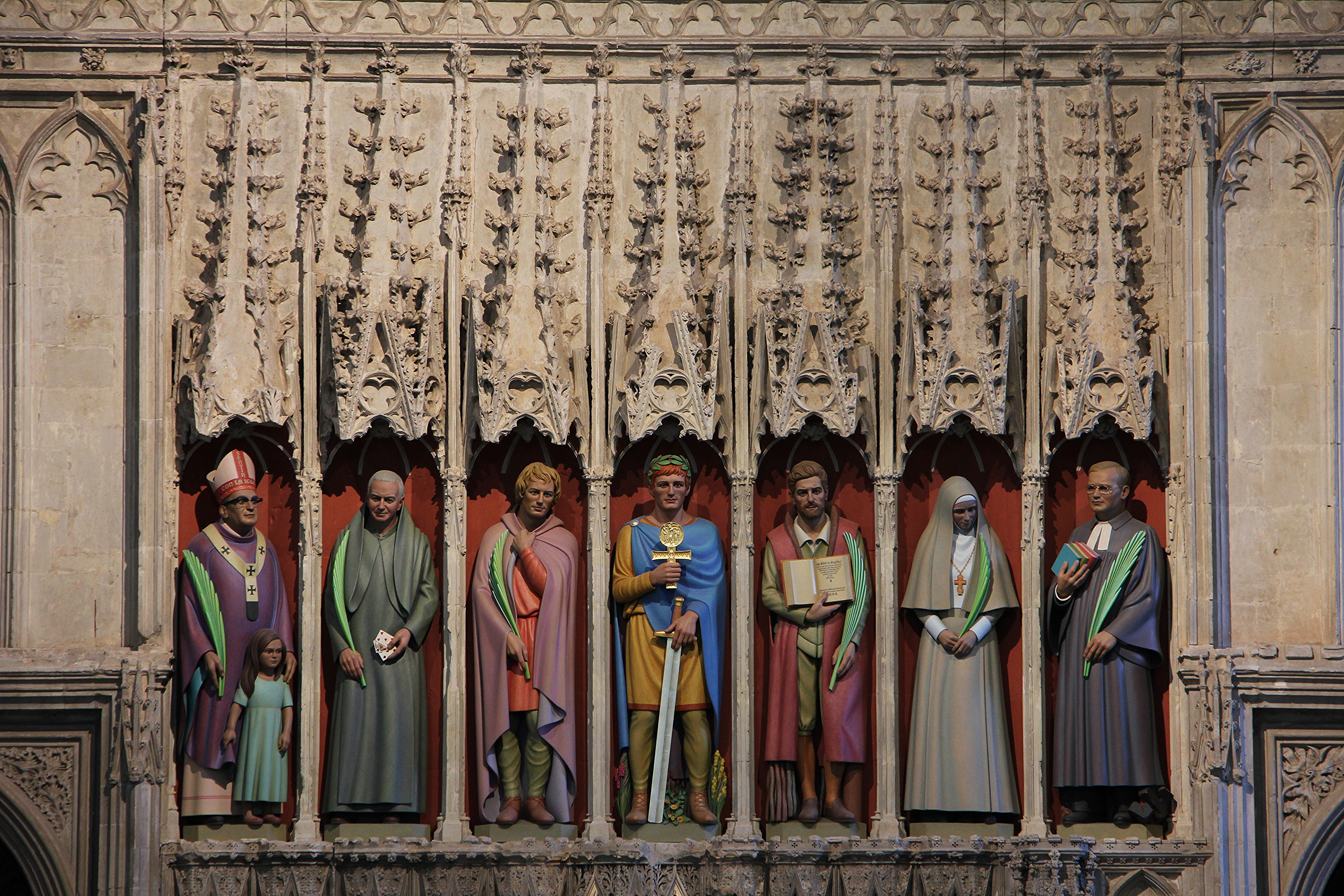
San Óscar Romero, San Albano Roe, San Anfíbalo, San Albano, George Tankerfield, Isabel de Rusia, Dietrich Bonhoeffer, representados en el retablo de la nave. Catedral de St Albans Reino Unido.

Según narra Beda, Albano fue un hombre que acogió en su casa a un sacerdote denominado Anfíbalo que huía de las persecuciones decretadas contra los cristianos. Albano, impresionado por la fe y la piedad del sacerdote, se convirtió al cristianismo y cuando tiempo después se presentaron los soldados buscando a Anfíbalo, Albano se puseo la capa de aquel y se hizo pasar por él. Un juez lo sentenció a ser decapitado. El día que iban a hacer cumplir la sentencia lo llevaron por un camino que atravesaba un río (probablemente el río Ver), a unas 500 pasos subieron a un cerro y, cuando llegaron a la cumbre, Albano rogó pidiendo agua puesto que estaba muy sediento por el esfuerzo. Justo en este lugar brotó una fuente, el primer hecho milagroso. Al verdugo que le cortó la cabeza se le cayeron los ojos al suelo, otro hecho extraordinario. La cabeza rodó cerro abajo y donde se paró brotó otro manantial y en este punto es donde está situada la catedral. La fuente todavía existe y recibe el nombre de Halywel.

## Historia

### Primer edificio
Beda no menciona en qué fecha ocurrieron los hechos, pero dice que cuando se permitió el cristianismo se construyó una iglesia; Gildas, en cambio, solo menciona una pequeña capilla. El obispo Germán de Auxerre visitó el lugar en 429 y se llevó un puñado de tierra que aún contenía la sangre del mártir. Se desconoce cómo era esta primera capilla o iglesia, puesto que según el cronista del siglo XIII, Mateo de París, los sajones destruyeron el edificio el 586.

### Edificio anglosajón
El rey Offa de Mercia donó unos terrenos en el lugar a unos monjes de la Orden de San Benito y el 793 empezaron la construcción de una abadía. Los monjes aprovecharon las piedras de las ruinas de Verulamium, una ciudad romana abandonada, que estaba cerca. La abadía probablemente fue saqueada cuando los daneses invadieron la isla en 890 y, a pesar de lo que dice Mateo de París, el cargo de abad probablemente quedó vacante desde el 920 hasta el 970 cuando Dunstán la visitó.
La abadía no debía de estar del todo destruida, pues el abad Ealdred obtuvo permiso en 1005 para reconstruir el edificio con piedra de Verulamium. El territorio es rico en arcilla y creta, por lo tanto las únicas piedras resistentes para la construcción son las de sílex, que emplearon a veces también unidas con mortero. También hicieron llevar un tipo de piedra de Barnack, procedente de un estrato en Lincolnshire de roca caliza. Otros tipos de piedra que emplearon fue la piedra de Totternhoe, procedente de las Chiltern Hills, y mármol de Purbeck.

### Abadía normanda
La mayor parte de la edificación actual corresponde a la época del primer abad normando, Pablo de Caen (1077-1093), 14.º abad de St Albans y nombrado por su tío, Lanfranco, arzobispo de Canterbury.
El arquitecto en quién confió las obras el abad Pablo de Caen aparece documentado como Robert, the Mason («Robert el Cantero»). La planta era parecida a la de la iglesia abacial de Saint-Étienne de Caen y el material de pobre calidad fue todo un reto para el constructor, el cual tuvo que aplicar técnicas de construcción romanas. Esta iglesia abacial, con planta de cruz, fue el edificio más grande de Inglaterra en su momento: tenía un presbiterio con cuatro tramos, un transepto con siete ábsides y una nave central con diez tramos (para un total de la iglesia de quince tramos). Robert aseguró los cimientos haciendo un muro debajo de algo más de 3 m de profundidad hasta que encontró la roca madre y bajo la torre colocó piedras de mayores dimensiones. Esta torre fue un triunfo para la arquitectura de la época, la única de esta altura que se construyó en el siglo XI en Inglaterra. Consta de cuatro niveles y se estrecha un poco en cada nivel, recibe el apoyo de contrafuertes en los tres niveles inferiores y unos contrafuertes con arco en el cuarto nivel. En conjunto la torre pesa 5000 toneladas y mide unos 44 m de altura. Probablemente era una torre con el típico tejado piramidal que hacían los normandos pero actualmente el acabado es plano. Tenía cinco campanas: dos las pagó el abad, dos hombres ricos del pueblo y la quinta fue un donativo del rector de Hoddesdon.
Los edificios monásticos se acabaron en 1089, pero no fueron consagrados hasta el día de los Santos Inocentes (28 de diciembre de 1115), puesto que San Albano también fue un mártir. A la ceremonia asistió el arzobispo de Ruan y el rey Enrique I. Unos años después, en 1140, se construyó una sección para monjas, el convento de Sopwell.
El interior de la abadía no estaba decorado con estatuas, solo algunas paredes revestidas de yeso tenían pinturas. En el siglo XII, con la llegada del estilo gótico, se empezó a decorar con más profusión. En 1190, el abad John de Cella comenzó una ampliación puesto que el número de monjes había pasado de cincuenta a más de cien. La fachada oriental se rehízo y el arquitecto Hugh de Goldclif le dio un estilo gótico que no dominaba, con soluciones torpes. Se añadió una capilla al altar dedicada a San Anfíbalo.
En esta época (1130-1145) los monjes realizaron el salterio de San Albano, un manuscrito ilustrado de gran valor. Mateo de París, monje de esta abadía, escribió la Chronica Majora, una importante fuente documental, y también fue ilustrador. Nicolás Breakspeare nació cerca de St Albans y pidió ser admitido en la comunidad monacal como novicio. Al no ser admitido, marchó a Francia, donde sí fue admitido en una abadía; años después sería nombrado papa como Adriano IV y es el único papa inglés hasta la fecha.

### SiglosXIIIalXV

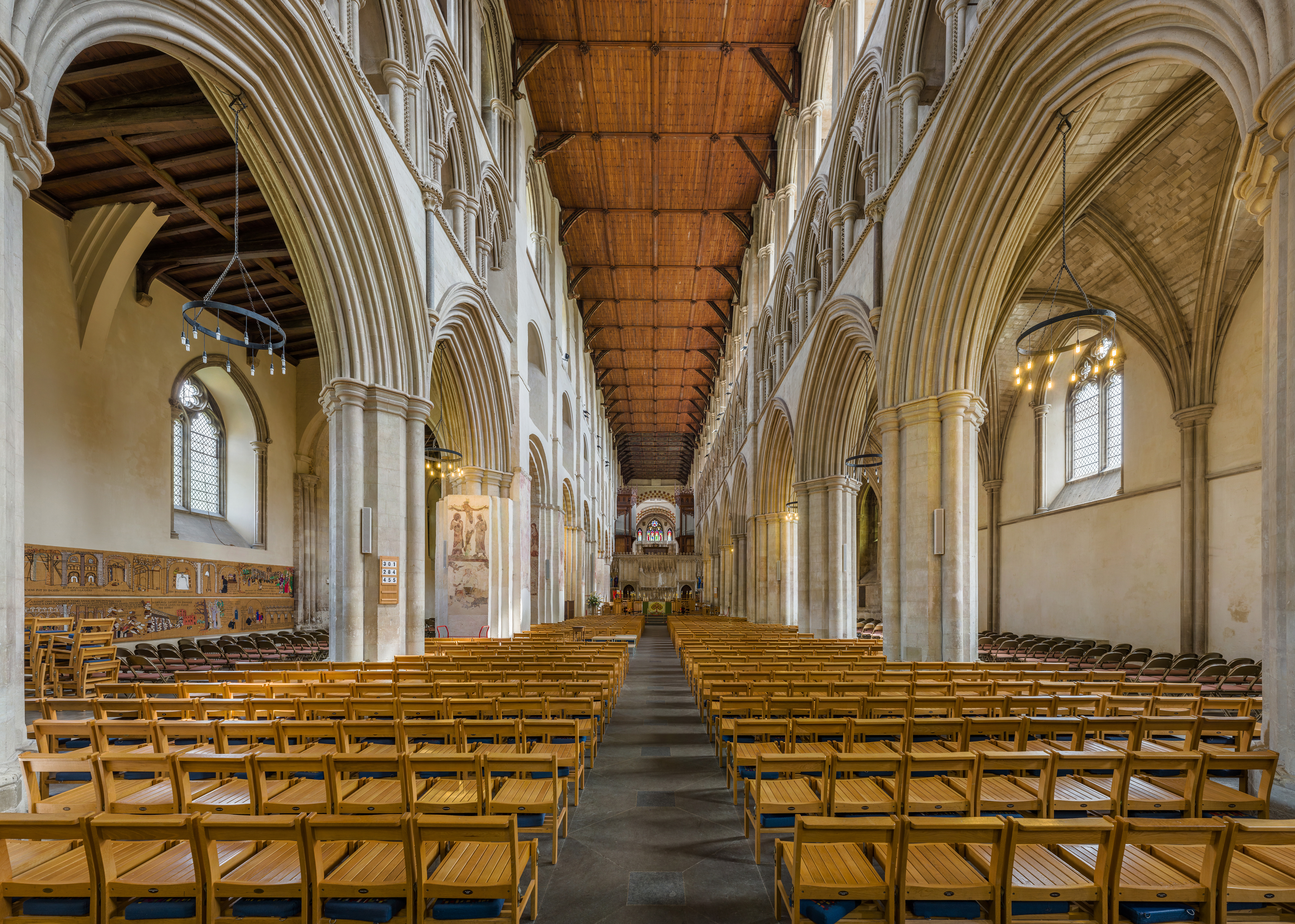
Interior de la nave

En 1250 un terremoto afectó a la abadía y dañó al extremo oriental de la misma. En 1257 las secciones más gravemente afectadas se derribaron: tres ábsides y dos naves. El grueso muro del presbiterio que soportaba la torre también estaba afectado. Las obras de reconstrucción se acabaron en época del abad Roger de Norton (1263-1290).
El 10 de octubre del 1323 se derrumbaron dos pilares del sur de la nave central y esto afectó al techo y las cinco naves adosadas. Henry Wy se hizo cargo de la restauración.
Richard de Wallingford, abad entre 1297 y 1336 fue, además, un sabio matemático y astrónomo que diseñó un complejo reloj astronómico terminado por William de Walsham. Este aparato único parece que fue destruido durante la aplicación de la ley de disolución de los monasterios.
En 1365 se construyó un edificio de entrada, actualmente conocido como Abbey Gateway, la única parte de los edificios monásticos que sobrevivió a la destrucción que hubo a causa de la mencionada ley. Este edificio se usó después como prisión (hasta 1871) y también fue parte de la escuela de St Albans.

### Tras la ley de disolución
A la muerte del abad Ramryge, en 1521, la abadía empezó a caer en decadencia y los tres abades siguientes no supieron como solucionar las deudas adquiridas. El 5 de diciembre de 1539, una vez decretada la disolución de los monasterios en todo el país, la deuda llegaba a 2100 libras anuales. Los cuarenta monjes que residían fueron expulsados, el edificio y los objetos de oro y plata se subastaron y las tumbas se abrieron, buscando posibles escondrijos de objetos de valor. El abad fue trasladado a la diócesis de Lincoln el 1542 y en 1550 a la de Londres. Richard Lee compró los edificios, excepto la iglesia. El nuevo propietario empleó los edificios como cantera para ampliar el Lee Hall en el convento de Sopwell, donando las ruinas que quedaron al abad designado como encargado de la iglesia.
El coste de mantenimiento de la iglesia recayó sobre la ciudad, a pesar de que en 1596 se permitió al archidiácono que recaudara dinero con este objetivo. Cuando el rey Jacobo I de Inglaterra la visitó el 1612 dio otro permiso para recaudar dinero, que se emplearon al reparar el tejado. Durante la guerra civil inglesa se obligó al diácono a usar el edificio para alojar a prisioneros de guerra, los cuales vandalizaron el interior. En 1689, los reyes María y Guillermo aprobaron otra recaudación de fondos y con estos se pagaron algunas reparaciones y además se tapó la decoración gótica que se consideraba fuera de moda.
En 1703, una gran tormenta devastó el sur de Inglaterra y la iglesia perdió la ventana del transepto sur, que fue sustituida por una de madera. La ventana original era de vidrio sin color, con barras de metal que la dividía en cinco secciones, obra de John Hawgood. Las otras ventanas aunque no se rompieron, requirieron reparaciones constantes durante todo un siglo. Se conserva una carta del decano que pedía en 1723 dinero para reparar una grieta que había aparecido en el muro sur y también informaba de que el muro norte se estaba separando dieciocho pulgadas de la vertical. En otra carta de 1764 pedía financiación para reparar el tejado y ahora el muro sur había cedido. En la década de 1770 se planteó derribar todo el edificio y construir una iglesia más pequeña. Otra tormenta en 1779 empeoró la situación.

### SigloXIX

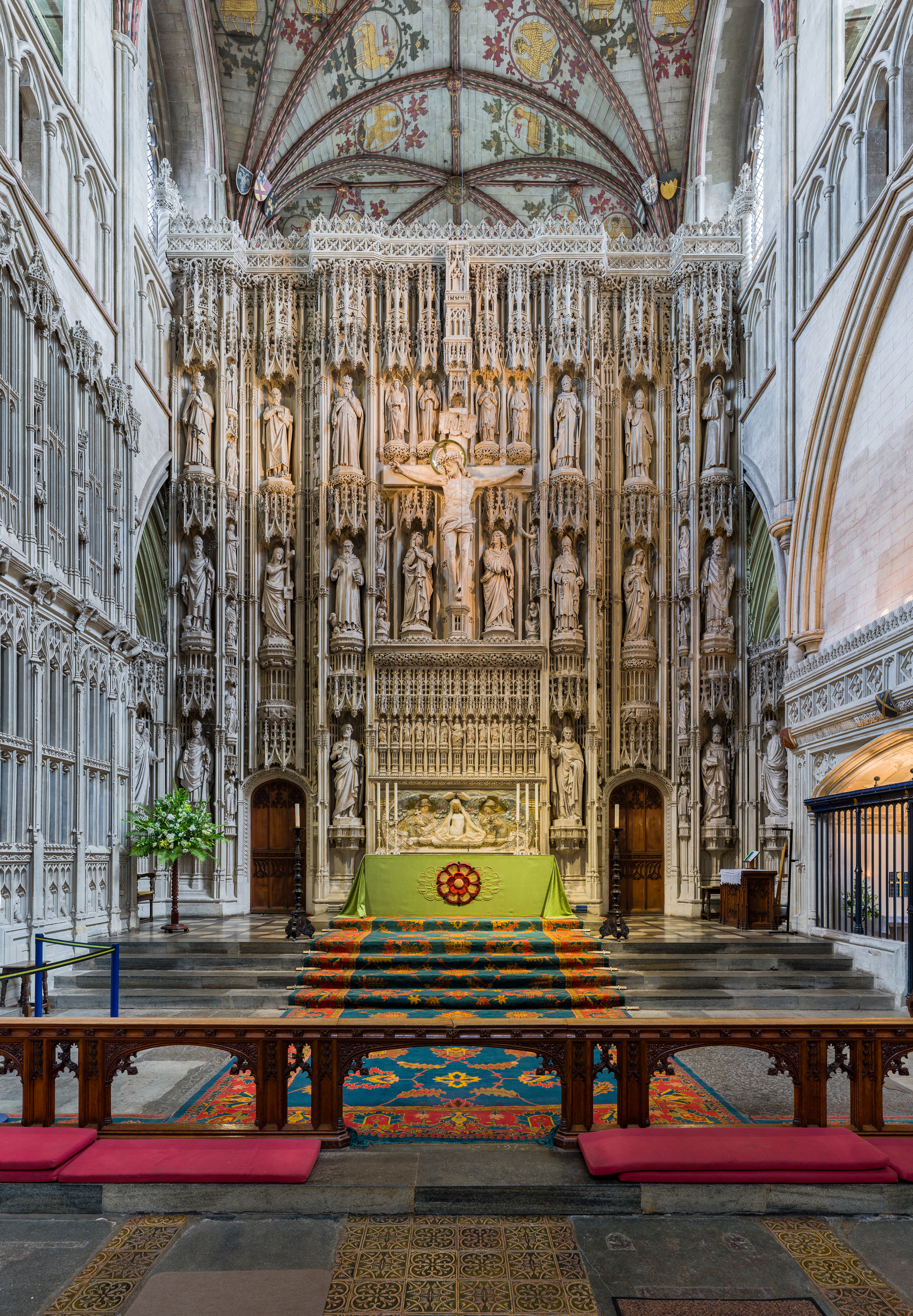
El biombo de Wallingford de c. 1480. Las estatuas son sustituciones victorianas (1884-89) de los originales, destruidos en la disolución de los monasterios, cuando el biombo también fue dañado. Las estatuas de san Albano y de san Anfíbalo se encuentran a ambos lados del altar.

En 1818 una ley impulsó las obras necesarias para el mantenimiento del edificio y, además, se añadió un órgano. La responsabilidad de mantener de pie la destartalada iglesia de la antigua abadía recayó en cuatro hombres: los arquitectos Lewis Nockalls Cottingham, George Gilbert Scott, Edmund Beckett, 1er barón Grimthorpe, y el rector H. J. B. Nicholson.
En febrero del 1832 el muro del claristorio cayó y quedó un agujero de unos 30 pies de largo. Cottingham recibió el encargo de elaborar un informe del estado del templo. Su estudio fue presentado en 1832 y revelaba un estado preocupante: en todas partes el mortero estaba en mal estado y las vigas de madera estaban podridas y dobladas. Cottingham recomendó nuevas vigas en todo el techo y una nueva inclinación más pronunciada, la remoción de la espira y nuevas maderas en la torre, nuevos pavimentos, herrajes para sostener el muro del transepto oeste, una nueva ventana de piedra en el transepto sur, nuevos contrafuertes, un nuevo sistema de drenaje para el techo, nuevos herrajes en casi todas las ventanas, y así sucesivamente. Hacían falta 14000 libras para reconstruir la iglesia, pero solo obtuvo 4000. Con ellas rehízo el muro que se había derrumbado y reabrió unas cuarenta ventanas, pero la del sur quedó cerrada con piedra. Entre 1835 y 1866 el rector consiguió más dinero y pudo continuar las reparaciones e hizo destapar la decoración gótica que se había tapado. En 1856 llegó más dinero, que Scott empleó en reparar las baldosas del suelo, reforzar los cimientos aplicando un nuevo sistema de drenaje. El muro sur de la nave estaba ahora lejos de ser recto; Scott reforzó la pared norte y colocó andamios para quitar el peso del techo de la pared, luego la hizo levantar en menos de tres horas. A continuación, reforzó el muro con cinco pilares enormes. Scott fue alabado como "el salvador de la abadía" y se propuso que la iglesia obtuviera la categoría de "catedral".
George Gilbert Scott continuó trabajando en mejoras en el tejado y la bóveda hasta que murió en marzo del 1878. Una parte de lo proyectado lo acabó su hijo John Oldrid Scott, aunque la parte principal recayó en Edmund Beckett, que aportó 130 000 libras propias además de su trabajo como arquitecto; aun así sus métodos fueron muy criticados por Nikolaus Pevsner. Mientras que el trabajo de Scott no pretendía hacer cambios sino recuperar el edificio, Beckett quería introducir el estilo victoriano. Por otro lado, Beckett se caracterizó por su aversión hacia los elementos perpendiculares e hizo derruir algunos que no le gustaban, justificándose diciendo que de esta forma prevenía que se hundieran en un futuro, pues estaban en mal estado. En 1897 tuvo que intervenir pues su uso de cemento demasiado fuerte provocó grietas, mientras que su afición por el hierro en las ventanas provocó corrosión y daños en la piedra circundante.
En este siglo se abrió una estación de ferrocarril próxima con el nombre de abadía de St Albans.

### SigloXX

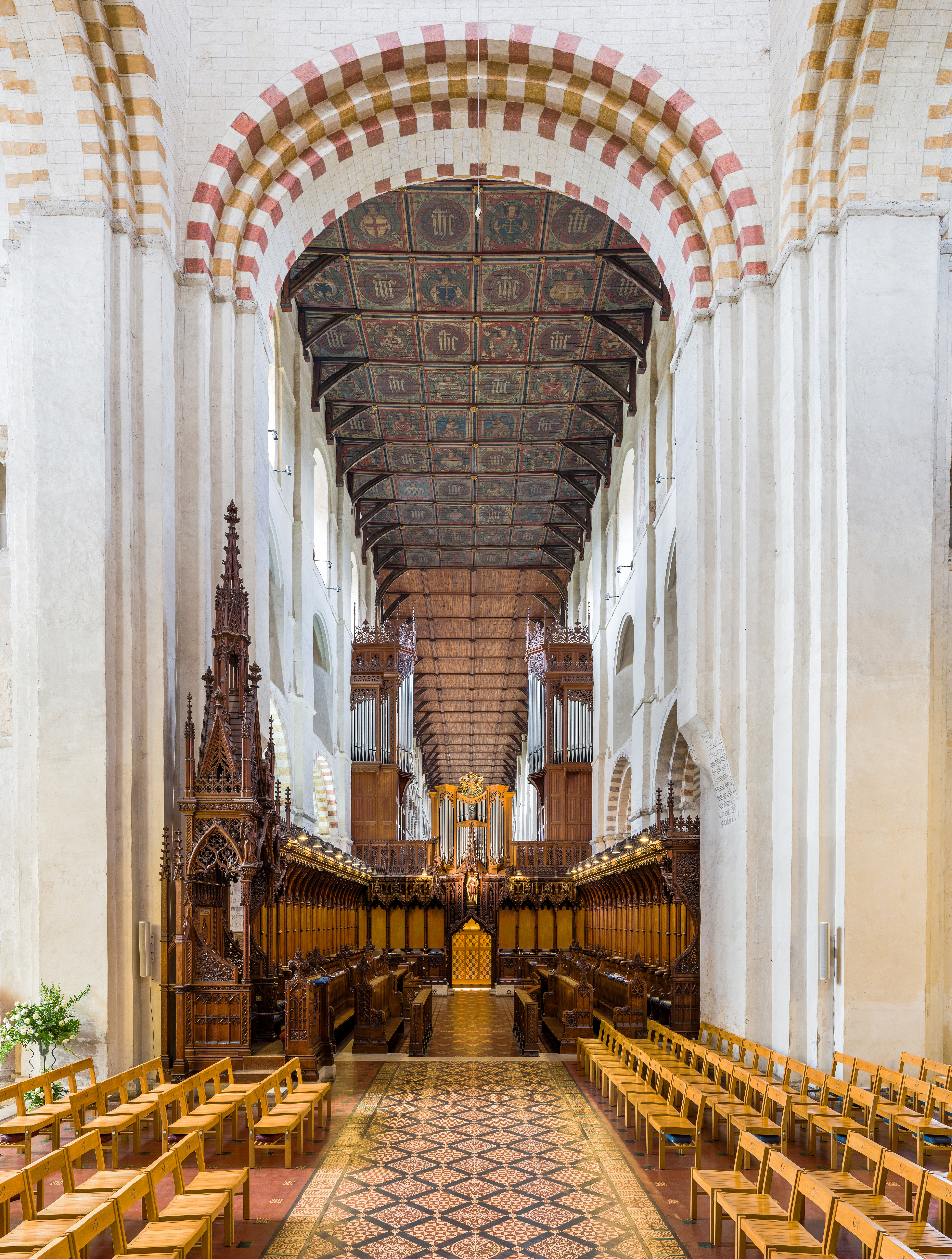
El coro

John Oldrid Scott continuó haciendo reparaciones de vez en cuando. Acabada la Primera Guerra Mundial se añadieron una serie de memoriales en honor a los caídos. En 1918 el alcalde del municipio compró al pintor Frank Salisbury el cuadro La procesión de la reina Leonor, que representaba el funeral de Leonor de Aquitania, pero fue robado de la catedral en 1973. En 1925 se cambiaron los vidrios de la ventana principal de la banda oeste.
El arquitecto John Rogers detectó algunos daños causados por el escarabajo del reloj de la muerte y los solucionó en 1930–31. En 1934 por la fiesta del jubileo del rey Jorge V del Reino Unido se colocaron cuatro campanas nuevas. En 1950 se renovaron las piezas del órgano. En 1972 se renovaron los elementos de madera: los bancos y el altar. En 1970 se añadió una sala para visitas, una vicaría, que costó casi un millón de libras y se inauguró en 1982. En 1989 la princesa Diana inauguró un nuevo palio bordado y un nuevo vitral.